# Lancelin Road
Die Lancelin Road ist eine Fernstraße im Südwesten des australischen Bundesstaates Western Australia. Sie verbindet die Wanneroo Road in Woodridge mit dem Indian Ocean Drive und dem Küstenort Lancelin.

## Verlauf
Die Straße beginnt am Nordrand von Woodridge als nördliche Fortsetzung der Wanneroo Road (S60). Von dort führt sie parallel zur Küste des Indischen Ozeans in ca. 5 km Abstand von dieser zum Küstenort Lancelin.
Etwa 6 km südöstlich dieses Ortes zweigt der Indian Ocean Drive (S60) nach Norden ab, der südlich von Dongara auf den Brand Highway (R1) trifft. Die Lancelin Road endet in der Ortsmitte von Lancelin.